# Richard B. Parkinson
Richard Bruce Parkinson (25 de maio de 1963) é um egiptólogo e acadêmico britânico. É professor de egiptologia na Universidade de Oxford e membro do Queen's College. Até dezembro de 2013 foi curador no Departamento de Antigo Egito e Sudão, no Museu Britânico.

## Início de vida e educação
Parkinson nasceu em 25 de maio de 1963. Foi educado na Barnard Castle School, então uma escola independente só para meninos em Barnard Castle, condado de Durham. Estudou estudos orientais (egiptologia com copta) no Queen's College, da Universidade de Oxford, e graduou-se Bachelor of Arts (BA) em 1985 com honras de primeira classe. Em seguida, empreendeu pesquisa para seu grau de Doutorado (DPhil). Sua tese de doutorado foi um comentário sobre O Conto do Camponês Eloquente e foi apresentado em 1988.

## Carreira acadêmica
Foi Teaching Fellow no Instituto Oriental de Oxford de 1988 a 1989. De 1989 a 1991, trabalhou no Departamento de Antiguidades Egípcias do Museu Britânico como Assistente Especial em epigrafia. Em seguida, tornou-se pesquisador júnior Lady Wallis Budge em Egiptologia no University College, Oxford.
Em 1991, tornou-se curador do Museu Britânico como Assistente Guardião da cultura faraônica egípcia antiga. Suas responsabilidades incluíam a manutenção e publicação de papiros antigos escritos em hieróglifos egípcios e hierático cursivo, bem como material inscrito como a Pedra de Roseta. Foi supervisor de material arquivado, coleções e epigrafia, e curador das das pinturas murais de Nebamun. Permaneceu no Museu Britânico até o final de 2013.
Em 1 de outubro de 2013, foi nomeado professor de egiptologia na Faculdade de Estudos Orientais da Universidade de Oxford. Passando o primeiro período a tempo parcial, assumiu o cargo em tempo integral em janeiro de 2014. Sua conferência inaugural sobre o impacto da poesia egípcia antiga foi acompanhada pela atriz e escritora Barbara Ewing. É membro do Queen's College, em Oxford, e foi diretor do Griffith Institute.
De 1993 a 1998, foi editor do Journal of Egyptian Archaeology. Foi professor visitante na Universidade de Göttingen em 2006, na Universidade de Colônia em 2009 e 2013 e na Universidade de Mainz em 2011.
Sua principal área de pesquisa é a interpretação da literatura egípcia antiga. Além de monografias e artigos acadêmicos, escreveu livros populares sobre egiptologia e também uma pequena história mundial LGBT, dedicada a seu marido. Em 2016, deu a Conferência Anual do Mês da História LGBT da Universidade de Oxford. Em 2004, colaborou em uma tradução de Beatrix Potter, The Tale of Peter Rabbit em hieróglifos.

## Honrarias
Foi premiado com um doutorado honorário da Universidade Nova Búlgara, em Sofia, em 2006 por suas contribuições para a Egiptologia.

## Vida pessoal
É abertamente gay. Entrou em uma parceria civil com Timothy Griffiths Reid em 2005, e se casaram em 2014.
Parkinson tem diabetes tipo 1.